# سریعترین سرخپوست دنیا
سریعترین سرخپوست دنیا (به انگلیسی: The World's Fastest Indian) یک فیلم زندگی‌نامه‌ای نیوزیلندی محصول سال ۲۰۰۵ است که بر پایهٔ زندگی موتورسوار مشهور نیوزیلندی، بارت مونرو و موتور ساخت شرکت "ایندیَن" (در انگلیسی به معنی سرخپوست) او ساخته شده است. مونرو رکوردهای سرعت متعددی را در اواخر دههٔ ۱۹۵۰ و دههٔ ۱۹۶۰ در دشت نمک یوتا برای موتورهای زیر ۱۰۰۰ سی سی بنام خود ثبت کرد.
فیلم به کارگردانی کارگردان نیوزیلندی، راجر دونالدسون و با درخشش آنتونی هاپکینز، با افتتاح در دسامبر ۲۰۰۵، نظرهای مثبتی دریافت کرد. و به‌سرعت با فروش ۷٬۰۴۳٬۰۰۰ دلار، تبدیل به پرفروشترین فیلم داخلی نیوزلند شد.
همچنین فروش فیلم در سراسر جهان ۱۸٬۲۹۷٬۶۹۰ دلار بوده است.

## نقش‌ها
- آنتونی هاپکینز در نقش بارت مونرو
- جسیکا کافیل در نقش وندی
- جو هاوارد در نقش اتو
- کریس ویلیامز در نقش تینا، مرد زن نمایی که کارمند هتل است.

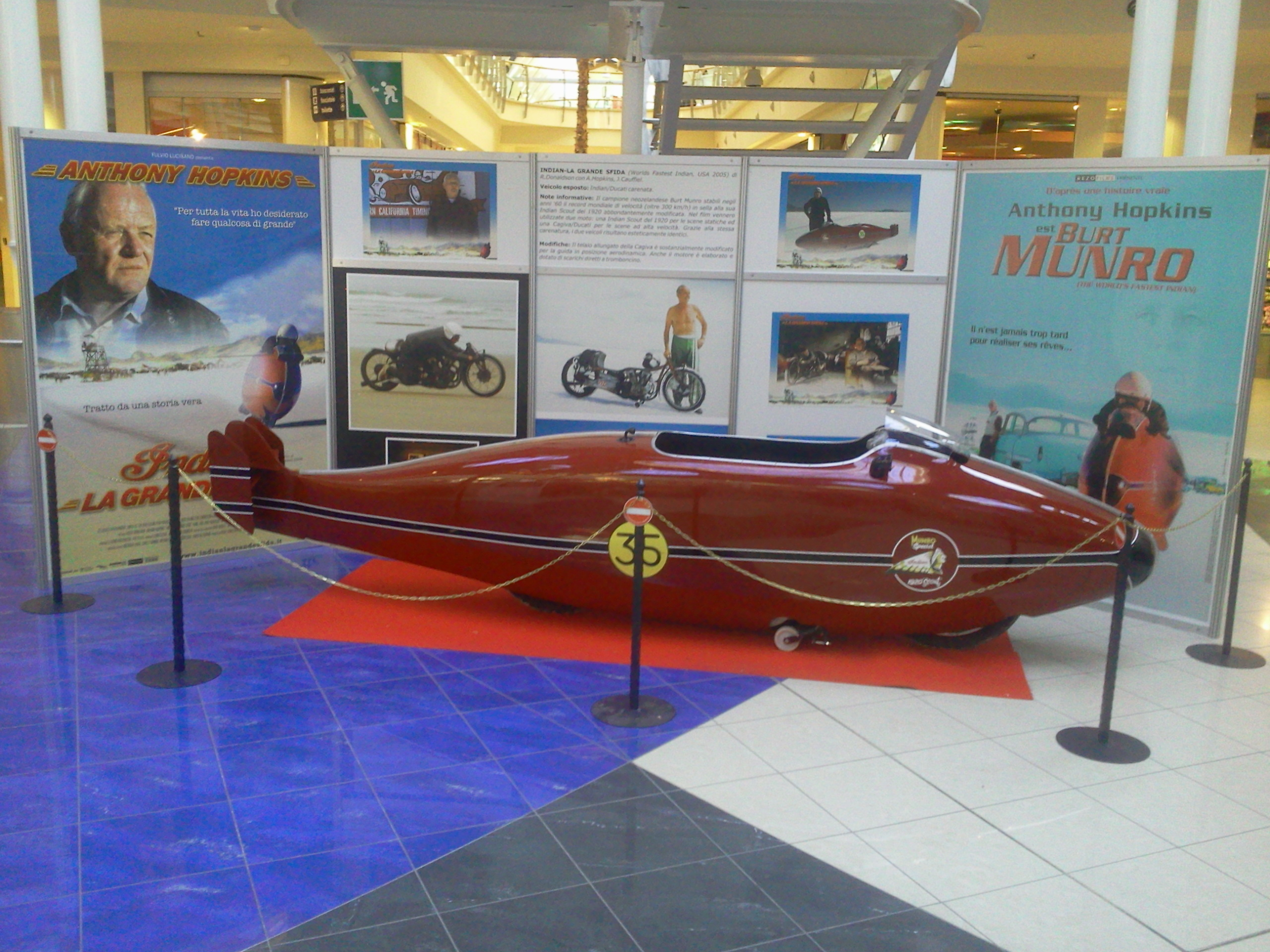
مدل استفاده شده بعنوان موتور سرخ پوست مونرو در فیلم.

- پال رودریگز در نقش فرناندو
- کریستوفر لافورد در نقش جیم مافت
- آنی ویتل در نقش فران
- آرون جیمز مورفی در نقش تام
- کریس برونو در نقش باب
- تیم شدبولت در نقش فرانک
- بروس گرین وود در نقش جری
- دایان لد در نقش آدا
- ساگینا گرنت در نقش جیک